# Michel Peissel
Pour les articles homonymes, voir Peissel.
Œuvres principales
Les Cavaliers du Kham, guerre secrète au Tibet
Michel Peissel (né à Paris le 11 février 1937 et mort dans la même ville le 7 octobre 2011,,) est un ethnologue, explorateur, tibétologue, réalisateur et écrivain français. 
Il était membre de The Explorers Club et affilié à la Royal Geographical Society. 

## Biographie
Michel Peissel est le fils de Georges Peissel, diplomate, et de Mme, née Simone Ladeuille. Il est élève à l'école Saint-Martin-de-France à Pontoise (Val-d'Oise) puis à l'école St. Hugues à Ware en Grande-Bretagne.
À 18 ans, en 1954, il tombe par hasard sur l’ouvrage de Fosco Maraini sur le Tibet (Tibet secret, paru en 1951). Séduit par ce pays mystérieux, il se procure le manuel de grammaire tibétaine de Charles Bell et se met en devoir d'apprendre celle-ci. Mais le Tibet est fermé aux étrangers après l'annexion du pays par la Chine, et il tourne ses pensées vers une carrière dans l'économie.
Il part étudier à la Harvard Business School à Boston aux États-Unis mais abandonne très rapidement. Lors de son séjour, il réussit à rencontrer un des frères du 14e dalaï-lama, Thupten Jigme Norbu, l’un des rares Tibétains présents sur le sol américain ; ce dernier lui donne une lettre de recommandation à l'attention du premier ministre du Bhoutan, état voisin du Tibet. Mais il faudra plusieurs années au jeune Peissel avant de concrétiser ses rêves de voyage dans ces contrées interdites.
Il est ensuite étudiant à l'institut d’anthropologie sociale de l'université d'Oxford en Grande-Bretagne mais, là aussi, abandonne rapidement.
En 1958, à 21 ans, au cours d'un voyage au Mexique, il découvre les vestiges de 14 sites mayas dans la forêt tropicale du Quintana Roo, ce qui l'amène à s’intéresser à la navigation précolombienne maya et à l’influence de celle-ci sur le développement de la civilisation meso-américaine. Cette aventure donne lieu en 1963 à son tout premier livre, The Lost World of Quintana-Roo. Cette découverte lui vaut d'être le plus jeune membre admis à The Explorers Club.
Il se rend compte qu’il existe encore des territoires inconnus en plein XXe siècle. Il décide d’être explorateur, et ses notions de tibétain le guident tout naturellement vers l’Himalaya.

### Les territoires secrets de l’Himalaya

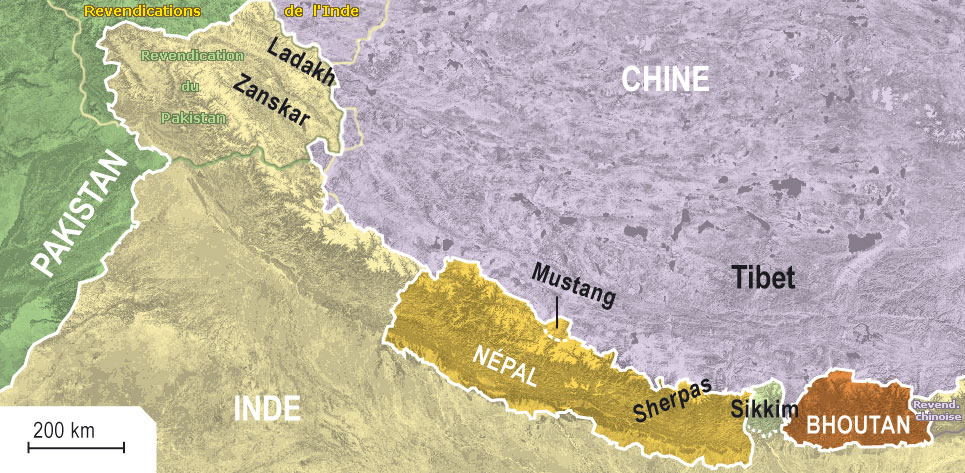
Les territoires parcourus par Michel Peissel.

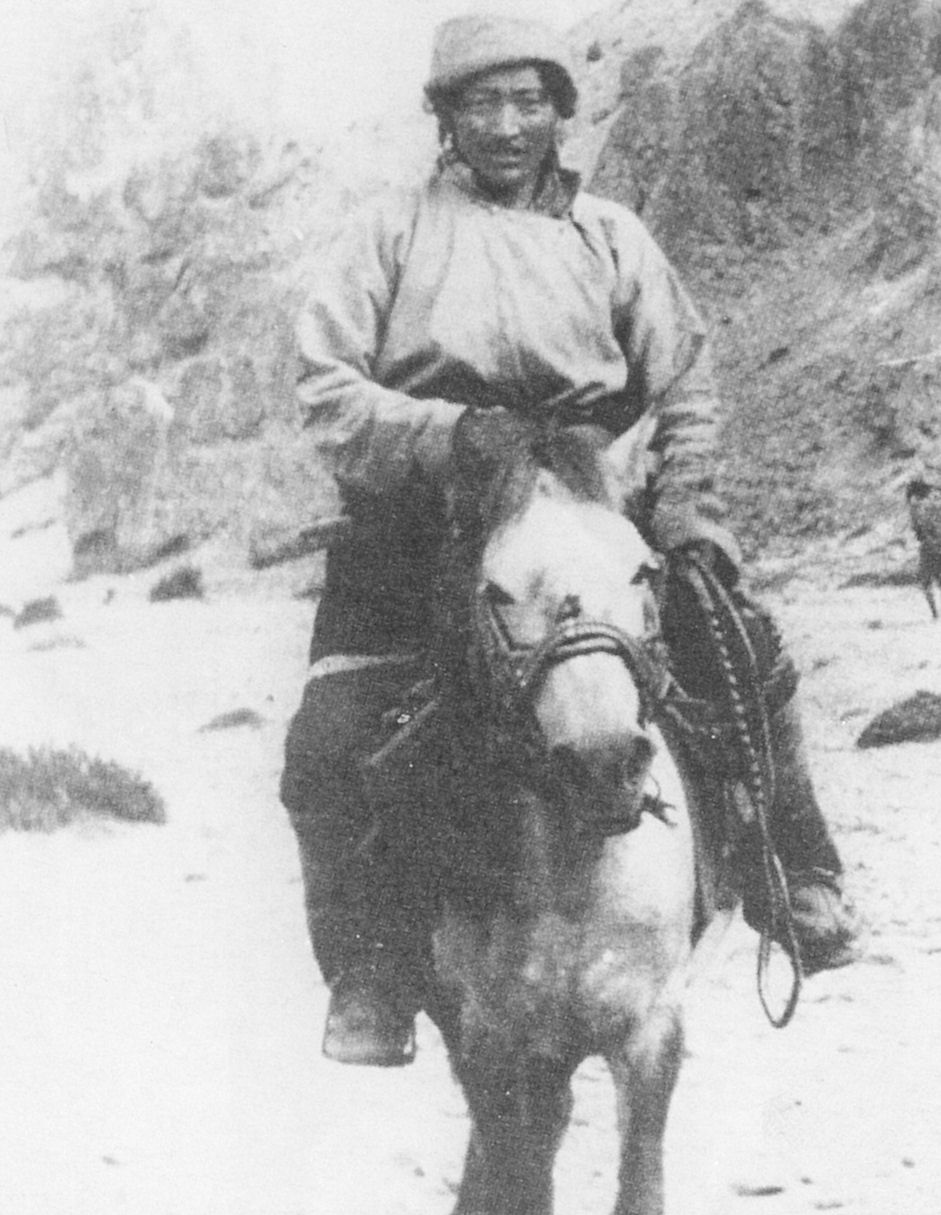
Photo d'un cavalier khampa publiée dans l'ouvrage Les Cavaliers du Kham, guerre secrète au Tibet.

À partir de 1959, Michel Peissel est parmi les premiers à parcourir les royaumes fermés de l’Himalaya comme le Mustang, dans le nord du Népal. Il passe de nombreuses années à sillonner à pied ou à dos de mulet le Bhoutan, le Ladakh, le Zanskar et le Tibet.
Il se rend pour la première fois dans la région au printemps 1959, espérant obtenir la permission de pénétrer dans le royaume du Bhoutan depuis le Sikkim. Se heurtant à un refus, il doit se contenter d'étudier les populations sherpa du Solu Khumbu au sud de l'Everest. Elles lui fourniront la matière de son deuxième livre, Tiger for Breakfast, paru en 1966,.
Ayant entendu parler du minuscule et mystérieux royaume du Mustang, enclave népalaise s'enfonçant dans le plateau tibétain encore interdite aux étrangers, il s'y rend à l'été 1964, vêtu d'un manteau de mouton à la tibétaine et armé de solides connaissances en tibétain. Accompagné de son traducteur Tashi Sonam Karmay, frère de Samten G. Karmay,  il prend des notes sur l'histoire et la culture du royaume qui serviront de matière à sa thèse de 3e cycle en Lettres et sciences humaines, dirigée par Rolf Stein, intitulée « L'Organisation politique et sociale du royaume tibétain de gLo dit le Royaume du Mustang » soutenue à la Sorbonne le 11 février 1969,, et à un article qui fera la une du National Geographic. Il publie le récit de sa randonnée en 1967 dans Mustang, a Lost Tibetan Kingdom, succès de librairie qui lui vaut plusieurs prix. Il retournera au Mustang en 1966 et 1967.
En 1969, il obtient finalement la permission de traverser le Bhoutan d'ouest en est. Il en fait la relation dans Lords and Lamas, a Solitary Expedition across the Secret Himalayan Kingdom of Bhutan (1970),.
Partisan de l’indépendance du Tibet dès la première heure et aidé par sa connaissance de la langue tibétaine, il contacte les guérilleros tibétains.
Son séjour au Mustang en 1964 a pour retombées, 8 ans plus tard, un nouveau livre, Cavaliers of Kham: The Secret war in Tibet, qui dévoile la guerre secrète menée par les Khampas. Ceux-ci, soutenus par la CIA et Taïwan, attaquent les troupes chinoises,. Ce livre lui vaut d’être temporairement interdit de séjour en Inde, au Népal et en Chine (cependant en 1982, après la mort de Mao Zedong, le président Deng Xiaoping lui permettra par un décret de reprendre ses recherches au Tibet). Si Cavaliers of Kham est le premier livre à décrire en détail cette guerre secrète, le conflit fut toutefois relaté et filmé dès les années 1950 par le journaliste du Daily Telegraph George Patterson qu'il rencontra une première fois en avril 1964 à Katmandou.
En 1972, accompagné de Michael Alexander et de Bob Cordukes, il utilise un petit aéroglisseur pour pouvoir franchir la chaîne de l’Himalaya sur la Kali Gandaki entre les monts Dhaulagiri et Annapurna. Il en publie le récit en 1974 dans The Great Himalayan Passage: Across the Himalayas by Hovercraft.
Il conçoit par la suite un engin sur coussin d'air, qu’il utilisera pour le compte de la société Disney lors de l'exploration en 1974 de la côte du Yucatan en Amérique centrale (expédition relatée dans son livre Les Portes de l'Or en 1978), puis avec ce PSL003 construit par la société L’Angevinière en France, il teste les capacités de sa machine sur la remontée du Tarn et lors d'une petite expédition dans les récifs coralliens du Yucatán avant de se lancer en 1980 dans une expédition sur le Gange pour remonter les rapides et naviguer les eaux blanches.
À la fin des années 1970, il s'intéresse à d'autres petits royaumes tibétains, le Ladakh et le Zanskar dans l'État indien du Jammu et Kashmir, s'y rendant à quatre reprises. En 1978, il séjourne au Zanskar et y rencontre deux frères qui s'y partagent le rôle de roi. Le Zanskar est alors éloigné des routes touristiques, et de ce fait très peu connu et rarement visité. Il mentionne avoir eu la peur de sa vie en traversant une passerelle de 150 m au-dessus de la rivière Zanskar entre Zangla et Pishu qui n'existe plus de nos jours. Ces séjours lui fournissent la matière d'un nouveau livre, au titre romanesque : Zanskar: The Hidden Kingdom (1979).
Il retournera au Zanskar accompagné d'une équipe de BBC Television au début des années 1980.
Entre 1992 et 1994, ses travaux sur les chevaux tibétains le mènent à la découverte d’un cheval archaïque, nommé cheval de Riwoché, ainsi que du cheval de Nangchen. Passionné par la préhistoire de l’Asie centrale, il met au jour de nombreux sites troglodytes vieux de trois mille ans, et documente la survivance de l’art scythe au Tibet. Dans les années 1960 et 1970, il est un des rares pionniers et homme de terrain à découvrir le monde tibétain, dont il est un des meilleurs connaisseurs,.
En 1998, il voit dans le plateau de Dansar au Gilgit-Baltistan l’Eldorado grec, le pays des « fourmis chercheuses d'or » d’Hérodote.

### Dans le sillage des Mayas et des Varègues
En 1987 avec l'appui d'archéologues mexicains, il construit une pirogue géante maya pour naviguer (en 1988) 700 km en haute mer du Mexique au Guatemala et démontrer le rôle du commerce maritime des Itza dans l'effondrement des cités du bas empire maya (thèse reprise plus tard par Jacques Soustelle).
L'année suivante (1989), il construit une barque viking et traverse l’Union Soviétique à la rame et à la voile, de la Baltique à la Mer Noire, soit 2 500 km, remontant la Dvina et redescendant le Dniepr. Il reproduit ainsi le périple des Varègues, fondateurs au VIIIe siècle de la monarchie russe. Ce voyage révèle des qualités insoupçonnées des barques vikings, capables de remonter à la voile les rapides les plus forts en glissant sur les bas fonds. Ses recherches bousculent toutes les idées reçues sur les communications dans la Russie du IXe siècle.

### Vers les sources du Mékong
En 1994, Michel Peissel part à la recherche de la source du Mékong qu’il situe au col Rupsa-la, à 4 975 mètres d'altitude à la tête du Dza Nak, le Mékong noir, reconnu depuis plus d'un siècle par les cartographes comme la principale branche du fleuve. Des expéditions ultérieures, sino-japonaises et américaines, démontreront que la source géographique véritable est sur la branche nord, le Dza Kar, un torrent dont la source serait éloignée de plus de 4 500 mètres de l'embouchure que la source « historique » trouvée par Michel Peissel.[réf. nécessaire]

### Mort
Michel Peissel décède le 7 octobre 2011 à Paris. Ses cendres reposent au petit cimetière catalan de Portlligat (près de la maison de Dalí) à Cadaqués en Espagne.  
Son travail ethnologique est aujourd'hui propriété de la Bibliothèque nationale de France. 

### Famille
Michel Peissel s'est marié trois fois et a eu cinq enfants ; Olivier Peissel (artiste interprète) et Jocelyn Peissel de son mariage avec Marie-Claire de Montaignac, Octavia Peissel, assistante de Wes Anderson et Morgan Peissel de son mariage avec Mildred (Missy) Allen, et Valentin Peissel de son mariage avec Roselyne Le Bris.

## Accueil critique

### Zanskar, royaume oublié aux confins du Tibet
Dans son compte rendu de Zanskar, the Hidden Kingdom, paru en 1979 (titre français : Zanskar, royaume oublié aux confins du Tibet), le journaliste Sudhir Sahi fait remarquer que loin d'être un « royaume » « inexploré » ou « oublié », le Zanskar a vu passer par ses cols maints voyageurs et alpinistes venus de l'Inde et d'au-delà. De plus, ajoute-t-il, en 1979 on ne trouve plus de « rois » en Inde. La prétention qu'affiche Peissel d'avoir découvert une vallée perdue au cœur de l'Himalaya ne peut qu'irriter, déclare-t-il. Sudhir Sahi reproche également à Peissel ses interprétations erronées telles que l'affirmation que la passe de Shingo La (en) débouche sur l'Inde (alors même que le Zanskar est en Inde) ou encore qu'il y ait de l'antagonisme entre les tibétophones du Cachemire et la haute administration de la Nouvelle-Delhi (oubliant ainsi que l'Inde a accordé l'hospitalité aux exilés tibétains). Peissel se voit accusé d'être incapable de saisir que l'Inde est à la fois diverse et unie. Sudhir Sahi déplore que, faute de spécialistes au fait du terrain, on ne remette pas plus souvent en question des livres aussi superficiels.
Pour Jan Morris, dans Zanskar: The Hidden Kingdom, Peissel est à bien des égards le voyageur littéraire parfait. C'est un bon photographe, comme l'illustrent les belles photographies du livre. Il est aussi linguiste, capable de s'adresser à Leurs Majestés les Rois en dialecte tibétain (le zanskari (dialecte) (en)).
Pour l'écrivain et alpiniste de l’Himalaya Harish Kapadia (en), l'ouvrage de Peissel popularisa le Zanskar, qui attira en particulier les trekkers français dans ce que Bill Aitken (en) appelle la « colonisation culturelle du Zanskar de Peissel». Harish Kapadia ajoute que nombre des randonneurs qu'il avait rencontrés à la fin des années 1990 avaient entendu parler du livre ou l'avaient lu mais se moquaient pas mal de ce qu'il contenait.
Pour Jonathan Mingle, le sous-titre de l'ouvrage Zanskar - The Hidden Kingdom, l'un des premiers et rares sur le sujet, correspond très justement à la perception généralisée du Zanskar comme étant une contrée singulière, inaccessible, vierge, abritant, loin de tout, un peuple pieux et autonome.

### Tiger for Breakfast
Tiger for Breakfast de Peissel est le livre que l'auteur népalais Shalini Rana recommanderait à ses amis et à tous les Népalais si elle devait n'en recommander qu'un. Peissel y rapporte l'histoire du danseur-aventurier-hotelier russe Boris Lissanevitch à Katmandou, la façon dont il fut amené à se rendre au Népal et ses luttes pendant son séjour dans ce pays de montagnes. Il y décrit aussi le Népal d'il y a 60 ans. L'ouvrage est traduit en français en 2019 sous le titre Le Tigre de Katmandou, par Béatrice Aguettant, et publié aux éditions Michel Guérin.

## Publications
Michel Peissel a écrit vingt ouvrages, une biographie, deux romans et dix-sept documents sur ses expéditions. Totalement bilingue, il écrit certains de ses livres en anglais.
Il rapporte de ses rencontres avec les peuples de l’Himalaya des témoignages aussi divers que livres, articles, films documentaires, dessins et aquarelles.
- (en) The Lost World of Quintana-Roo, E. P. Dutton & Company, 1963, 306 p.
- Le Royaume perdu du Quintana-Roo, Plon, Paris, 1965
- (en) Tiger for Breakfast, Dutton, New-York, 1964, Le Tigre de Katmandou, traduction  Béatrice Aguettant, Editions Michel Guérin, 2019
- (en) Mustang, a Lost Tibetan Kingdom, 1967
- Mustang, Royaume Tibétain Interdit, Arthaud, Paris, 1969
- (en) Lords and Lamas, a Solitary Expedition Across the Secret Himalayan Kingdom of Bhutan, Heinemann, 1970, 180 pages
- Bhoutan, royaume inconnu d’Asie, Arthaud, Paris, 1971, 225 p.
- (en) Cavaliers of Kham: The Secret War in Tibet, International Publications Service, 1972, 258 p.,  (ISBN 043458231X et 9780434582310)
- Les Cavaliers du Kham, guerre secrète au Tibet, Robert Laffont, Paris, 1972, 303 p., (OCLC 11833732)
- Tibet, pays où les enfants sont rois, Éditions G. P., 1972, 30 p.
- (en) The Great Himalayan Passage: Across the Himalayas by Hovercraft, Collins, 1974, 252 p.
- Le Grand Passage de l'Himalaya, Robert Laffont, Paris, 1976
- Himalaya continent secret, Flammarion, Paris, 1977
- Les Portes de l'Or, Robert Laffont, Paris, 1978
- (en) Zanskar: The Hidden Kingdom, Collins and Harvill, London, 1979, 205 p.,  (ISBN 0525240306 et 9780525240303)
- Zanskar, royaume oublié aux confins du Tibet, Robert Laffont, Paris, 1979, 253 p.,  (ISBN 2221002830 et 9782221002834)
- (en) The Ants' Gold: the Discovery of the Greek El Dorado in the Himalayas, Harvill Press, 1984, 180 p.
- Les Royaumes de l'Himalaya, Pierre Bordas et Fils, Paris 1986
- La Tibétaine, roman, Robert Laffont, Paris, 1986
- Itza ou le mystère du naufrage maya, Robert Laffont, Paris, 1989
- L'Or des fourmis, Robert Laffont, Paris, 1992
- La Route de l'ambre, Robert Laffont, Paris, 1992
- (en) Dangerous Natural Phenomena, Chelsea House, 1993, 111 p.,  (ISBN 079101794X et 9780791017944)
- Un Barbare au Tibet : à la découverte des sources du Mékong, Le Seuil, Paris, 1995
- La Khamba, roman, Anne Carrière, Paris, 1996
- Le Dernier horizon : à la découverte du Tibet inconnu, traduit par Françoise de Maulde, Robert Laffont, Paris, 2001, 249 p.,  (ISBN 2221092724 et 9782221092729)
- (en) Tibet, the Secret Continent, Cassel's Illustrated, London, 2002
- Tibet, le pèlerinage impossible, La Martinière, Paris, 2005, 135 p.,  (ISBN 2732432393 et 9782732432397)
- (en) Tibetan Pilgrimage: Architecture of the Sacred Land, Harry N. Abrams, 2005, 136 p.  (ISBN 0810959445 et 9780810959446)

## Documentaires
- Expédition l'or Maya, Polygram music vidéo, 1990 (film documentaire)[33]
- Le Troisième pôle - Voyage au fin fond du Tibet dans l'inconnu et dans le froid sur le plus haut plateau de la planète, voix parlée : Olivier Peissel, DVD documentaire, 2005 (relation d'un périple de 2 400 km au Chang Tang, haut plateau situé dans le nord du Tibet, à plus de 5 000 m) (diffusion sur France 5 en 2002)

## Prix
- NAIS National Book Award aux États-Unis, 1965, pour Le Royaume perdu du Quintana-Roo[34].
- Critics Choice du Times de Londres.
- Grand prix Vérité 1970
- Prix Louis Castex de l’Académie française en 1971 pour son ouvrage Mustang, royaume tibétain interdit[35]
- Prix international des récompenses de l'année 2009 de la Société géographique espagnole (es)[36]

## Brevets
- Premier aéroglisseur à une seule hélice conçu avec l'ingénieur Robert Trillo en 1977[37]
- Jupe simplifiée pour véhicules sur coussin d'air (en 1979)[38]